# Pseudagrion nigripes
Pseudagrion nigripes – gatunek ważki z rodziny łątkowatych (Coenagrionidae).